# Philodoxe
Philodoxe est un substantif issu du grec « philo » (l'amour) et « doxa » (opinion et croyance). Littéralement, il signifie donc : « celui qui aime l'opinion ».
La doxa, c'est-à-dire l'opinion, se sépare en deux catégories : l'opinion fausse, et l'opinion vraie. La doxa droite est caractérisée par une affirmation juste, mais sans la comprendre (pouvoir l'expliquer) et sans savoir pourquoi on dit vrai, contrairement au véritable savoir ou science.
Platon, dans La République, évoque la différence entre un philosophe (ami du savoir) et un philodoxe. Selon lui, le philodoxe ignore la vérité et la réalité des choses, il reste dans le superficiel, les apparences. Il est comme un spectateur regardant une pièce de théâtre qui croit ce qu'on lui dit, et s'en fait une opinion. Ainsi, le philodoxe ne peut acquérir la vérité, il ne peut contempler le Beau des choses alors que le philosophe entre en contact avec l'identité, les choses en elles-mêmes "dans leur essence immuable", en sortant de la « Caverne ». Le philodoxe ne peut donc pas être philosophe.
Un philodoxe est donc caractérisé par l'absence d'interrogations en direction des raisons (justifications) des affirmations en lesquelles il croit, et l'absence de recherche de ce qui peut fonder le caractère « vrai » d'une affirmation.
Pour Kant, ce terme sert à désigner le dilettantisme intellectuel qui se plaît à agiter les problèmes philosophiques sans désir d'atteindre des solutions scientifiques et universellement acceptées (source : extrait de la Logique de Kant, cité dans Philosophie Terminales A&B, Tome II, page 373, éditions Hatier).